# Eleuterio Rodolfi
Eleuterio Rodolfi (28 de enero de 1876 – 19 de diciembre de 1933) fue un actor, director y guionista cinematográfico italiano de la época del cine mudo.

## Biografía
Nacido en Bolonia, Italia, su padre era Giuseppe Rodolfi (1827-1885), célebre actor de teatro del siglo XIX, se inició en la escena en la compañía teatral de Francesco Garzes. Más adelante trabajó para compañías de mayor renombre, entre ellas la de Ermete Novelli, conociendo en una de ellas a Adele Mosso una actriz con la que se casó en 1895.
En 1911 pasó del teatro al cine, siendo contratado para trabajar en la productora Ambrosio Film, de Turín, para la cual fue actor y director. Para dicha compañía interpretó 95 filmes, siendo dirigidos por él cerca de ochenta. Muchos de los filmes eran comedias interpretadas a dúo con la actriz Gigetta Morano, y otras eran cintas de género histórico (como Gli ultimi giorni di Pompei, en 1913). En 1917 pasó a Jupiter Film, productora para la cual rodó siete películas de género dramático, y ese mismo año fundó una productora propia, Rodolfi Film. Rodolfi continuó como productor cinematográfico hasta 1923, año en el que decidió volver al teatro.
Eleuterio Rodolfi se retiró de la escena a finales de la década de 1920, pasando sus últimos años en Brescia, ciudad en la que se suicidó en 1933.

## Selección de su filmografía

### Como actor
- Il moscone (1911)
- Chi la dura vince (1912)
- La vergine del Giglio (1912)
- Il bacio di Emma (1912)
- L'amico dello sposo (1912)
- Rodolfi apache (1912)
- Forza irresistibile (1913)
- Il mio matrimonio (1913)
- Partita doppia (1913)
- Un successo diplomatico (1913)
- Per il mio amore (1913)
- La bisbetica domata, dirigida por Arrigo Frusta (1913)
- Oh! Quel bottone (1913)
- La figlia del torero (1913)
- Il barbiere di Siviglia, dirigida por Luigi Maggi (1913)
- Il matrimonio di Figaro, dirigida por Luigi Maggi (1913)
- La capanna e il tuo cuore (1913)
- L'inferriata (1914)
- Da galeotto a marinaio, dirigida por Ernesto Vaser (1914)
- Il mio amante, dirigida por Mario Almirante (1920)
- Fiamma nera, dirigida por Guido Brignone (1921)

### Como director
- La prima notte, dirección e interpretación (1912)
- La moglie del mio cliente, dirección e interpretación (1912)
- Un buon posto, dirección e interpretación (1912)
- La buona istitutrice, dirección e interpretación (1913)
- Il bustino rosa, dirección e interpretación y guion (1913)
- Bello stabile, dirección e interpretación y guion (1913)
- Michele Perrin (1913)
- La sorpresa del nonno (1913)
- Cenerentola (1913)
- L'oca alla Colbert, dirección e interpretación (1913)
- Il francobollo raro, dirección e interpretación y guion (1913)
- I promessi sposi (1913)
- Gli ultimi giorni di Pompei, codirección con Mario Caserini (1913)
- Per fare la sua conoscenza, dirección e interpretación y guion (1913)
- Gigetta è gelosa, dirección e interpretación y guion (1914)
- Il dottor Antonio (1914)
- La scintilla, dirección e interpretación (1914)
- Rodolfi ha una brutta cameriera, dirección e interpretación y guion (1914)
- La gerla di papà Martin, dirección e interpretación (1914)
- La bella mamma (1915)
- I soldatini del re di Roma, dirección e interpretación (1915)
- Finalmente soli!, regia e interpretazione (1915)
- Amor sui tetti, regia e interpretazione (1915)
- Rodolfi emulo di Sherolck Holmes, regia e interpretazione (1915)
- Gigetta ha un fratello terribile, dirección e interpretación y guion (1915)
- Tempesta d'anime (1916)
- Val d'olivi (1916)
- Preferisco l'inferno!, dirección e interpretación (1916)
- Eva nemica, codirección con Giuseppe Pinto (1916)
- La Gioconda (1916)
- L'eredità dello zio Moh-Mel-Bey, dirección e interpretación (1916)
- Amor mio!, dirección e interpretación (1916)
- La meridiana del convento, dirección e interpretación (1917)
- Il gioiello sinistro, dirección e interpretación (1917)
- Amleto dirección y guion (1917 - productor)
- Un dramma di Vittoriano Sardou, dirección e interpretación (1918 - productor)
- La signora Rebus, dirección e interpretación (1918 - productor)
- L'autobus scomparso, dirección e interpretación (1919 - productor)
- Il kimono e il pyjama, dirección e interpretación (1919 - productor)
- La maestrina (1919)
- La contessa miseria (1919)
- Il buon Samaritano (1919)
- Federica d'Illiria (1919)
- I tre sorrisi di una monella (1920)
- Il privilegio dell'amore (1921)
- Maciste e il nipote d'America (1924)